# Nathan Lake
Pour les articles homonymes, voir Lake.
Nathan Lake, né le 3 juillet 1992 à Cheltenham, est un joueur professionnel de squash représentant l'Angleterre. Il atteint en mars 2024 la 22e place mondiale sur le circuit international, son meilleur classement.

## Biographie
Il commence le squash à l'âge de dix ans, assistant par hasard à une rencontre alors que son père joue au rugby.
Après être tombé amoureux de ce jeu, Nathan continue à jouer au squash au Old Patesians Rugby Football Club, sous la direction de Gary Powell.
Le talent de Nathan ne tarde pas à dépasser celui de Old Patesians R.F.C., et il s'installa au club East Glos à l'âge de 13 ans. C'est là qu'il a pu s'entraîner avec l'entraîneur national junior de l'Angleterre, Fiona Geaves. Son séjour à East Glos le voit passer d'un adolescent potelé, sélectionné de justesse pour l'équipe inter-comtés des moins de 13 ans, au titre de roi d'Europe, remportant les championnats d'Europe junior à l'âge de 18 ans.
Nathan Lake rejoint le PSA World Tour en 2010. Après un court séjour à Manchester, où il s'entraîne à la National Academy, il opte pour un régime d'entraînement plus personnel et individualisé, avec Rob Owen, ancien joueur de PSA, à Birmingham. Lors de sa première saison sur le PSA World Tour, l'Anglais atteint les demi-finales du Progetto 6 Open, où il est battu par Abdullah Al Muzayen dans des parties consécutives. Il est ensuite contraint d'attendre jusqu'en 2013 pour sa prochaine demi-finale, cette fois à l'Open de Nottingham où il perd contre son compatriote anglais Declan James en quatre jeux. Ce résultat le propulse dans le top 100 mondial pour la première fois de sa carrière cette année-là.
L'Anglais continue à bâtir sur son succès grandissant, atteignant la demi-finale des championnats de squash Keith Grainger Memorial UCT Open en 2014, où il s'incline face à Shaun Le Roux en quatre jeux. Cependant, l'année suivante, il se rend jusqu'au Keith Grainger Memorial Open, battant Angus Gillams en matchs consécutifs en finale pour décrocher son premier titre du PSA World Tour, ne perdant qu'un jeu en route vers la finale. Un autre titre suit rapidement au Jersey Squash Classic quand il bat Ashley Davies en trois jeux pour remporter son deuxième titre du circuit.
Après avoir partie du top 100 mondial pendant plusieurs années, Nathan Lake décide qu'il est temps pour lui de changer d'entraînement. En 2015, après avoir rencontré sa petite amie et sa compagne Haley Mendez, Nathan Lake commence à partager son temps entre Cheltenham et Brooklyn à New York. De retour à la maison, à son East Glos bien-aimé, il travaille avec Jonny Harford, l'entraîneur-chef du Wycliffe College, et Ben Young, gourou local du S & C pour continuer à améliorer son jeu. Parallèlement à sa carrière de squash, il est étudiant à l'université du Gloucestershire, où il obtient sa maîtrise en pratique sportive et en entraînement. Il dirige également un programme de sensibilisation des entraîneurs qu'il a lancé en 2015, Glos Squash in Schools Project.
Nathan Lake participe aux compétitions BUCS de l'université du Gloucestershire, de la Surrey Cup, de la Welsh League, de Bundesliga, de la Yorkshire League et de la Premier Squash League for Coolhurst. Rentrant dans le top 50 en octobre 2017 puis atteignant le 47e rang mondial en décembre 2017, Nathan Lake continue de gravir les échelons en voyageant autour du monde.
Il est marié avec la joueuse professionnelle Haley Mendez.

## Palmarès

### Titres
- Championnats d'Europe junior : 2011
- Championnat d'Europe par équipes : 2 titres (2022, 2025)